# Americana Tour
L'Americana Tour è la sedicesima tournée di Zucchero Fornaciari, la seconda collegata all'album La sesión cubana del 2012.

## Il tour
La tournée si è svolta nei mesi di marzo, aprile e maggio 2014 nel continente nordamericano, per l'esattezza in Canada con 12 concerti, e negli Stati Uniti con 26 concerti. È l'epilogo del più lungo La sesión cubana World Tour svoltosi nel 2013, tournée che aveva lasciato da parte, per ragioni logistiche, quest'area del pianeta.

Di grande impatto è stata la data del 23 aprile 2014, durante la quale si è svolto il leggendario concerto di Zucchero al Madison Square Garden di New York: un live unico, seguito da più di 5 000 spettatori, con ospiti speciali come Sting, Elisa, Fiorella Mannoia, Fher dei Manà, Lorenzo Jovanotti Cherubini, Chris Botti, Sam Moore, Andrea Griminelli, Irene Fornaciari, Monica Messinger e un coro gospel.
Zucchero ha poi dichiarato che questa tournée è stata per lui fonte di ispirazione per la composizione del successivo album di inediti Black Cat del 2016.

## Le tappe
- 13 marzo:  Canada, Toronto, ON - Massey Hall (ospite Dyalis De Regla)
- 14 marzo:  Canada, London, ON - London Music Hall
- 16 marzo:  Canada, Montréal, PQ - Olympia
- 17 marzo:  Canada, Québec, PQ - Imperial de Québec
- 18 marzo:  Canada, Ottawa, ON - Algonquin Commons Theatre
- 19 marzo:  Canada, North Bay, ON - Davedi Club
- 21 marzo:  Canada, Winnipeg, MB - West End Cultural Centre
- 22 marzo:  Canada, Edmonton, AB - Century
- 23 marzo:  Canada, Calgary, AB - Jack Singer Concert Hall
- 25 marzo:  Canada, Cranbrook, BC - Key City Theatre
- 27 marzo:  Canada, Victoria, BC - McPherson Playhouse
- 28 marzo:  Canada, Vancouver, BC - Hard Rock
- 29 marzo:  Stati Uniti, Portland, OR - Aladdin Theater
- 30 marzo:  Stati Uniti, Seattle, WA - Triple Door
- 1º  aprile:  Stati Uniti, San Francisco, CA - Great American Music Hall-SLIMS (ospite Corrado Rustici)
- 2 aprile:  Stati Uniti, Los Angeles, CA - Club Nokia (ospiti Don Was e Randy Jackson)
- 4 aprile:  Stati Uniti, Phoenix, AZ - Wild Horse Pass Casino
- 5 aprile:  Stati Uniti, San Diego, CA - Balboa Theatre
- 6 aprile:  Stati Uniti, Las Vegas, NV - House of Blues
- 8 aprile:  Stati Uniti, Dallas, TX - House of Blues
- 9 aprile:  Stati Uniti, Austin, TX - The Long Center (ospiti Jimmy LaFave)
- 10 aprile:  Stati Uniti, Houston, TX - House of Blues
- 11 aprile:  Stati Uniti, Lafayette, LA - Vermillionville Performance Center
- 12 aprile:  Stati Uniti, New Orleans, LA - HOB Parish (ospite Andy J. Forest)
- 13 aprile:  Stati Uniti, Nashville, TN - Exit In
- 15 aprile:  Stati Uniti, Milwaukee, WI - Turner Hall Ballroom
- 16 aprile:  Stati Uniti, Chicago, IL - Park West
- 18 aprile:  Stati Uniti, Boston, MA - Berklee PAC
- 19 aprile:  Stati Uniti, Albany, New York - The Egg
- 21 aprile:  Stati Uniti, Bethlehem, PA - Musikfest
- 23 aprile:  Stati Uniti, New York, NY - Madison Square Garden (con vari special guests)
- 26 aprile:  Stati Uniti, Atlantic City, NJ - Trump Taj Mahal
- 27 aprile:  Stati Uniti, Ledyard, CT - Foxwoods
- 29 aprile:  Stati Uniti, Silver Spring, MD - Filmore Silver Spring
- 30 aprile:  Stati Uniti, Charlotte, NC - Amo's Southend
- 1 maggio:  Stati Uniti, Atlanta, GA - Center Stage
- 3 maggio:  Stati Uniti, Miami, FL - Gusman Center
- 4 maggio:  Stati Uniti, Clearwater, FL - Capital Theater

## La scaletta
- Il suono della domenica
- Alla fine
- Un soffio caldo
- Love Is All Around
- Bacco perbacco
- Vedo nero
- Never Is a Moment
- God Bless the Child
- Blue
- Guantanamera
- Baila (Sexy Thing)
- Il mare impetuoso al tramonto salì sulla luna e dietro una tendina di stelle…
- Così celeste
- Diamante
- Il volo
- L'urlo
- Solo una sana e consapevole libidine salva il giovane dallo stress e dall'Azione Cattolica
- Diavolo in me

Encore
- Nel così blu
- Senza una donna
- Miserere
- X colpa di chi?

La scaletta del concerto del 23 aprile a New York è stata leggermente diversa da quella canonica.

## Formazione
- Zucchero Fornaciari – voce, chitarra
- Polo Jones – basso
- Kat Dyson – chitarra e cori
- Adriano Molinari – batteria
- Nicola Peruch – tastiere
- Horacio Hernandez, Joaquin Nunez Hidalgo – percussioni (solo Los Angeles, New York e Toronto)
- Elmer Ferrer – chitarra tres (solo Los Angeles, New York e Toronto)
- Ivan Bodley – basso (solo New York)
- Bob Funk – trombone (solo New York)
- Kiku Collins – tromba (solo New York)
- Dan Cipriano – sassofono (solo New York)